# TerraTech

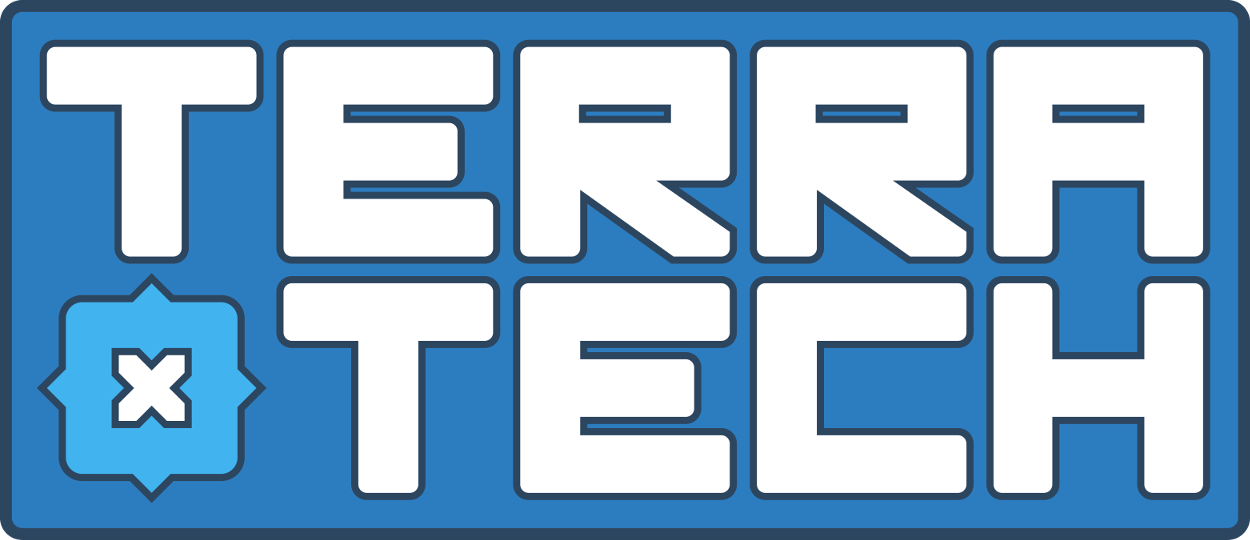
TerraTechのロゴ

TerraTech(テラテック)は、Payload Studiosが開発したサンドボックス型ゲームである。
ブロックを組み合わせ車両や航空機を自由に作成する事が出来る。

## 概要
Windows、Nintendo Switch、PS4等でプレイ可能であるが、Nintendo Switch版やPS4版は性能の関係上、ブロック数の上限などの制限がある。

## マルチプレイ
複数人でプレイ可能なマルチプレイ機能が実装されている。プレイヤーは、自前のサーバーを用意する必要は無い。

## Mod
Steam版では、modに対応しておりSteam ワークショップから簡単に導入する事が出来る。